# Olympische Geschichte von Serbien und Montenegro
| Gelbes Symbol für Goldmedaillen mit stilisierten Olympischen Ringen | Graues Symbol für Silbermedaillen mit stilisierten Olympischen Ringen | Braundes Symbol für Bronzemedaillen mit stilisierten Olympischen Ringen |
| ------------------------------------------------------------------- | --------------------------------------------------------------------- | ----------------------------------------------------------------------- |
| 2                                                                   | 4                                                                     | 3                                                                       |

Der ehemalige Staatenbund Serbien und Montenegro (Bundesrepublik Jugoslawien) war zwischen 1996 und 2006 sechsmal bei den Olympischen Spielen vertreten, als der Staatenbund aufgelöst wurde und Montenegro und Serbien jeweils ihre volle Unabhängigkeit erklärten.

## Geschichte
| Jahre     | Mannschaften         | Mannschaften         | Mannschaften            | Mannschaften                  | Mannschaften                         | Mannschaften                         | Mannschaften                         |
| Jahre     | Kroatien             | Slowenien            | Bosnien und Herzegowina | Nordmazedonien                | Serbien                              | Kosovo                               | Montenegro                           |
| --------- | -------------------- | -------------------- | ----------------------- | ----------------------------- | ------------------------------------ | ------------------------------------ | ------------------------------------ |
| 1912      | Kaisertum Österreich | Kaisertum Österreich | Kaisertum Österreich    | Osmanisches Reich             | Serbien                              | Osmanisches Reich                    | keine Teilnahme                      |
| 1920–1988 | Jugoslawien          | Jugoslawien          | Jugoslawien             | Jugoslawien                   | Jugoslawien                          | Jugoslawien                          | Jugoslawien                          |
| 1992 W    | Kroatien             | Slowenien            | Jugoslawien             |                               |                                      |                                      |                                      |
| 1992 S    | Kroatien             | Slowenien            | Bosnien und Herzegowina | unabhängige Olympiateilnehmer | unabhängige Olympiateilnehmer        | unabhängige Olympiateilnehmer        | unabhängige Olympiateilnehmer        |
| 1994      | Kroatien             | Slowenien            | Bosnien und Herzegowina | keine Teilnahme               | Verbot einer Teilnahme durch die UNO | Verbot einer Teilnahme durch die UNO | Verbot einer Teilnahme durch die UNO |
| 1996–2002 | Kroatien             | Slowenien            | Bosnien und Herzegowina | Nordmazedonien                | BR Jugoslawien                       | BR Jugoslawien                       | BR Jugoslawien                       |
| 2004–2006 | Kroatien             | Slowenien            | Bosnien und Herzegowina | Nordmazedonien                | Serbien und Montenegro               | Serbien und Montenegro               | Serbien und Montenegro               |
| 2008–2014 | Kroatien             | Slowenien            | Bosnien und Herzegowina | Nordmazedonien                | Serbien                              | Serbien                              | Montenegro                           |
| 2016–     | Kroatien             | Slowenien            | Bosnien und Herzegowina | Nordmazedonien                | Serbien                              | Kosovo                               | Montenegro                           |

Jugoslawien war von 1920 bis 1988 bei allen Olympischen Sommerspielen und zwischen 1924 und 1988 bei allen Olympischen Winterspielen bis auf zwei vertreten. Durch den Zerfall Jugoslawiens 1991 und 1992 änderte sich die Olympiateilnahme. Zu den Olympischen Winterspielen 1992 entsandten das gerade unabhängig gewordene Kroatien und Slowenien eigene Delegationen, wobei Jugoslawien durch Athleten aus Bosnien und Herzegowina, Mazedonien, Montenegro und Serbien vertreten war. 
Dies wären die letzten Spiele für die Sozialistische Föderative Republik Jugoslawien. Jugoslawien durfte noch an den Olympischen Winterspielen 1992 in Albertville teilnehmen, fiel danach aber unter die Sanktionen der Vereinten Nationen. Dadurch wurde Jugoslawien von den Olympischen Sommerspielen 1992 in Barcelona und den Olympischen Winterspielen 1994 in Lillehammer ausgeschlossen. An den erstgenannten Spielen durften jedoch einzelne Athleten als unabhängige Olympiateilnehmer antreten.
Die Bundesrepublik Jugoslawien wurde im April 1992 gegründet und bestand aus der Republik Montenegro und der Republik Serbien.
Bei den Olympischen Sommerspielen 1996 in Atlanta, Georgia, wurde das Team als Jugoslawien bezeichnet und verwendete denselben IOC-Code (YUG) wie die ehemalige Sozialistische Föderative Republik Jugoslawien bei ihren früheren olympischen Teilnahmen bis 1988, obwohl die Bundesrepublik Jugoslawien nicht als Nachfolgerin der SFRJ anerkannt wurde. Das 68-köpfige Team nahm an 13 Sportarten teil und gewann vier Medaillen. Bei den Sommerolympischen Spielen 2000 in Sydney trat Jugoslawien an. Bei den Olympischen Sommerspielen 2000 in Sydney nahm die Mannschaft Jugoslawiens mit 111 Athleten an 14 Sportarten teil und gewann drei Medaillen.
Im Jahr 2003 wurde die Bundesrepublik Jugoslawien als Staatenbund Serbien und Montenegro neu gegründet, und bei den Olympischen Sommerspielen 2004 in Athen wurde die Nation erstmals Serbien und Montenegro (SCG) genannt. Das Team aus 87 Athleten nahm an 14 Sportarten teil und gewann zwei Silbermedaillen. Nach dem montenegrinischen Unabhängigkeitsreferendum im Jahr 2006 wurde die Staatenunion aufgelöst und jede Nation erklärte ihre Unabhängigkeit. Das Olympische Komitee Serbiens trat im Juni 2006 die Nachfolge des NOK für Serbien und Montenegro an, mit Zustimmung der Versammlung des Olympischen Komitees Serbiens und Montenegros. Das neu gegründete montenegrinische Olympische Komitee wurde im Juli 2007 vom IOC anerkannt. Bei den Olympischen Sommerspielen 2008 in Peking kehrte Serbien unter diesem Namen zum ersten Mal seit 96 Jahren zu den Olympischen Spielen zurück, während Montenegro sein Debüt als unabhängige Nation gab.

## Übersicht der Teilnahmen (ab 1996)

### Sommerspiele
| Jahr | Athleten | Flaggenträger  | Medaillen | Medaillen | Medaillen | Medaillen | Medaillen |
| Jahr | Athleten | Flaggenträger  |           |           |           | Gesamt    | Rang      |
| ---- | -------- | -------------- | --------- | --------- | --------- | --------- | --------- |
| 1996 | 68       | Igor Milanović | 1         | 1         | 2         | 4         | 41        |
| 2000 | 109      | Vladimir Grbić | 1         | 1         | 1         | 3         | 44        |
| 2004 | 87       | Dejan Bodiroga | 0         | 2         | 0         | 2         | 61        |

### Winterspiele
| Jahr | Athleten | Flaggenträger  | Medaillen | Medaillen | Medaillen | Medaillen | Medaillen |
| Jahr | Athleten | Flaggenträger  |           |           |           | Gesamt    | Rang      |
| ---- | -------- | -------------- | --------- | --------- | --------- | --------- | --------- |
| 1998 | 2        | Marko Đorđević | -         | -         | -         | -         | -         |
| 2002 | 6        | Jelena Lolović | -         | -         | -         | -         | -         |
| 2006 | 7        | Jelena Lolović | -         | -         | -         | -         | -         |